# Indische Badmintonmeisterschaft 1943/44
Die Indische Badmintonmeisterschaft der Saison 1943/44 fand in Bombay statt. Es war die neunte Austragung der nationalen Titelkämpfe im Badminton in Indien. 	

## Titelträger
| Disziplin    | Sieger                      |
| ------------ | --------------------------- |
| Herreneinzel | Devinder Mohan              |
| Dameneinzel  | Tara Deodhar                |
| Herrendoppel | George Lewis Devinder Mohan |
| Damendoppel  | Tara Deodhar Sunder Deodhar |
| Mixed        | V. N. Iyer Ravibala Chitale |